# Pumas (rugby à XV)
Pour les articles homonymes, voir Puma (homonymie).
Ne doit pas être confondu avec les Pumas, surnom de l'équipe d'Argentine de rugby à XV.
Maillots
Dernière mise à jour : 23 février 2024.
Les Pumas, également appelés Steval Pumas, sont une équipe sud-africaine de rugby à XV qui participe chaque année à la Currie Cup.

## Historique
Fondée tardivement en 1969, elle s'est d'abord appelée South Eastern Transvaal jusqu'en 1997. Elle joue traditionnellement en blanc et noir et évolue au stade Mbombela, à Nelspruit dans la province du Mpumalanga.

## Palmarès
- Vainqueur de la Currie Cup en 2022
- Vainqueur de la Vodacom Cup en 2015
- Vainqueur du Rugby Challenge en 2018

## Personnalités du club
- Duane Vermeulen
- Roscko Speckman
- Vincent Koch
- Faf de Klerk